# 姚筱舟

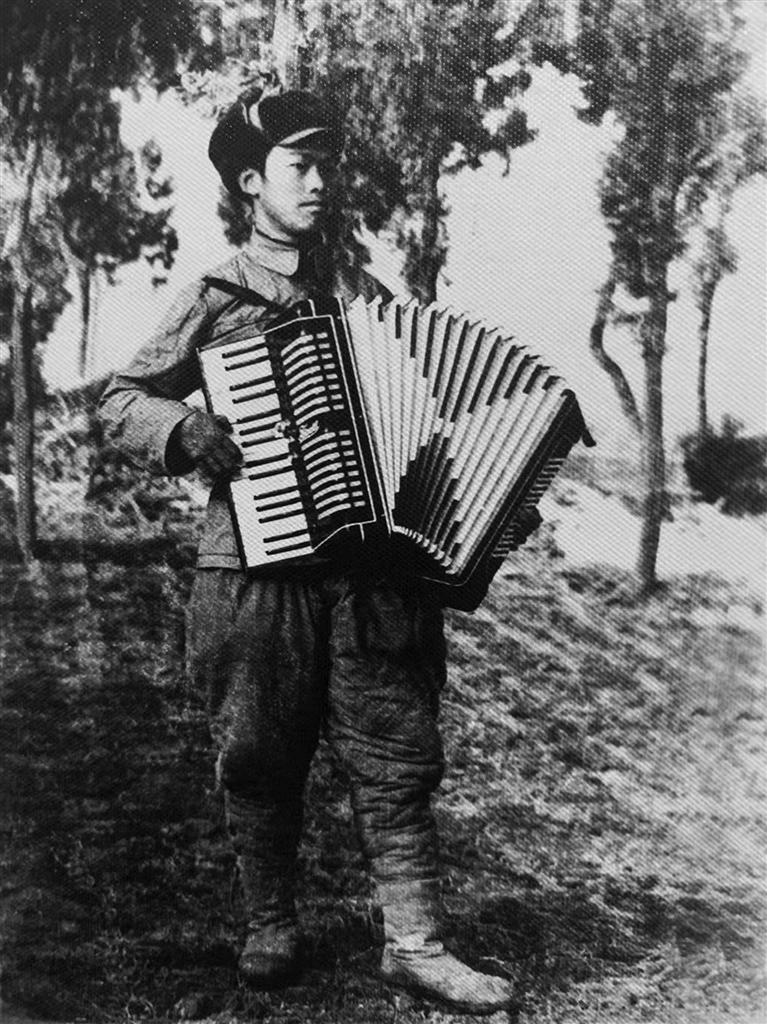
拉手风琴的姚筱舟

姚筱舟（1933年3月—2019年9月1日），中国作家、工程师，红色歌曲《唱支山歌给党听》的词作者。

## 生平

### 早年与参军
姚筱舟，原名姚明星，1933年3月出生于江西省铅山县石塘镇。姚筱舟的祖父是晚清秀才，曾担任过知县，叔父是國民革命軍的少将军官，胞兄曾在厦门造船厂担任科长。因父亲早逝，姚筱舟一家生活由叔父接济。1949年，姚明星因觉得自己的人生似孤舟一般便改名为“姚筱舟”。高中肄业，姚筱舟曾到国军部队后勤被服厂的运输队当过勤务兵。
1949年5月5日，中国人民解放军占领铅山县。1949年6月，第二野战军军事政治大学第五分校在石塘镇招生，差半年就高中毕业的姚筱舟决定报考军校，参加中国人民解放军。回家后，方知姐姐也报考该校，两人母亲犹豫后同意了姐弟二人的决定。而姚筱舟的叔父和胞兄则随中国民国政府迁去台湾。姚筱舟从军校毕业后被分到二野十七军五十一师政治部担任民运科干事，随后赴贵州剿匪。1951年秋，姚筱舟随部队跨过鸭绿江参加抗美援朝，被编入中国人民志愿军铁道兵第三师直属卫生连，任文化干事。日常工作包括教战士识字，帮战士读信、写信，业余时间还拉手风琴给战士们唱歌。

### 成为矿工
1954年，姚筱舟从朝鲜回国，并获准回乡探亲，再次见到阔别五年的母亲。最初，从朝鲜战场凯旋的姚筱舟被分配到陕西省工业厅商洛石棉矿任干事。1955年秋，姚筱舟被转调至铜川矿务局，担任宣传、秘书工作。1956年春，姚筱舟又被调到焦坪煤矿，任技术员。1957年1月7日，焦坪煤矿发生瓦斯爆炸，14名矿工遇难，姚筱舟被追责，受到撤职处分，变为一名普通的采矿工人，与其他矿工一起下矿采煤。由于岗位变化，工资随之降低，姚筱舟曾一度变得比较消沉，但在妻子的支持、和工友的尊重爱护下，他又很快恢复了对生活的热情。焦坪煤矿的大部分矿工1949年之前均曾在私人小煤窑采过煤，相比今昔变迁，他们非常感激中国共产党执政带来的新变化。为贴补家用，姚筱舟开始将从工友那里得到的灵感创作为诗歌，投稿给《陕西文艺》《陕西日报》《江西日报》等刊物赚取稿费。

### 《唱支山歌给党听》
1958年初春，受矿工的感染的姚筱舟用一个晚上创作了包括《唱支山歌给党听》在内的三首诗歌。随后，他以焦坪煤矿谐音的“蕉萍”为笔名投稿给陕西省民歌整理小组，并很快被刊发在1958年6月26日的《陕西文艺》第八期《总路线诗传单》上，姚筱舟因此得到2元稿费。1958年7月，由中国共产党陕西省委员会宣传部编辑、东风文艺出版社出版的《陕西新民歌三百首》中收录有该诗，排在工矿墙头诗类中的第一首；1959年6月，由《诗刊》社编辑、中国青年出版社出版的《新民歌三百首》将该诗收录于第34页，署名均为“陕西宜君焦坪煤矿蕉萍”。1959年，该诗被陕西春风出版社收录在《新民歌三百首》一书；1962年，辽宁省春风文艺出版社将该诗编入《新民歌三百首》。
1963年3月5日，《人民日报》发表毛泽东“向雷锋同志学习”的题词，学雷锋活动开始大规模地展开，雷锋日记随之被媒体节选刊出，曾被雷锋删改抄录在日记中《唱支山歌给党听》一诗也随之刊出。1963年，上海歌舞剧院曲作家朱践耳看到雷锋日记中的这首啸诗后，用一个晚上为其进行谱曲。1963年2月21日，上海《文汇报》第3版刊发朱践耳作曲的歌曲《雷锋的歌——摘自〈雷锋日记〉》。朱践耳几经周折后，确认姚筱舟为原诗的作者。1963年9月18日《人民日报》第6版《大家来唱革命歌曲》栏目再次刊发该歌曲时，将歌名正式改为《唱支山歌给党听》，词作者署名为“蕉萍”。上海唱片公司则为姚筱舟补发了20元稿酬。
1964年， 中央人民广播电台文艺编辑部、《歌曲》编辑部和《音乐创作》编辑部联合举办“近两年优秀群众歌曲评选”活动，《唱支山歌给党听》是26首获奖作品之一。1964年，《唱支山歌给党听》和《我们走在大路上》《社员都是向阳花》等5首歌曲被中华人民共和国文化部评为“全国优秀群众歌曲”，姚筱舟曾被邀请到北京领奖，但焦坪煤矿考虑到其家庭出身和海外关系，且属于下放内控人员，未同意他到北京参加颁奖。后来奖品由焦坪煤矿领导转交，包括《毛泽东选集》(1-3卷)一套，绣有聂耳、冼星海等人像的苏州小丝织品4幅。

### 文革及之后
文化大革命期间，姚筱舟被曾强制送往黄堡参加斗私批修学习班。1973年，铜川矿务局编写矿史，将他借调到局里参加编写矿史5年。1984年春，被吸收为陕西省诗词创作研究会会员，并被选为理事。1984年11月，姚筱舟被调到《铜川矿工报》当编辑。1985年，姚筱舟被选为中国人民政治协商会议铜川市委员会常务委员。1986年，当选为《铜川文艺》杂志副主编。1990年，被推选为铜川市文联副主席。姚筱舟还曾被吸收为中国作家协会陕西分会会员。姚筱舟还曾是中国音乐著作权协会会员、中国煤矿电影电视戏剧协会会员、陕西省作家协会会员、陕西省音乐家协会会员。
1992年冬，姚筱舟离休，退休后一直生活在铜川矿务局家属院。1997年5月9日，姚筱舟应上海东方电视台邀请到上海参加第17届“上海之春”音乐会开幕式，朱践耳和该歌曲的首唱者才旦卓玛也参加了这次活动。2001年6月23日，姚筱舟应邀到中央电视台演播室，接受央视“纪念中国共产党建党80周年特别报道《旗帜》”节目主持人的采访，讲述《唱支山歌给党听》歌声背后的故事。2001年6月26日，姚筱舟加入中国共产党。2009年6月19日，姚筱舟应中国中央电视台的邀请，在妻子韩淑华的陪同下，参加“百年歌声”节目录制。2014年，妻子过世后，姚筱舟开始随子女生活，尽管患有脑梗、视力不佳，他仍常年坚持学习。2018年，中共铜川市委、铜川市政府在铜川建市60周年活动中授予姚筱舟“杰出贡献人物”奖。2016年，铜川矿业公司与铜川市委宣传部联合制作纪录片《唱支山歌给党》。2018年，姚筱舟在“陕煤之声”职工歌咏比赛中登台演唱《唱支山歌给党听》。2019年5月23日，《唱支山歌给党听》在铜川矿业举办的“迈进新时代，奋斗向未来”铜煤历史优秀文艺作品颁奖活动获得歌曲类一等奖。2019年6月，《唱支山歌给党听》被公布为中宣部推荐100首爱国歌曲之一。

### 去世
2019年，姚筱舟因肺网状、脑梗等疾病引起的并发症住院，同年9月1日在铜川逝世，享年86岁。

## 作品
在焦坪煤矿工作的28年间，姚筱舟创作有《星星啊星星》《当我戴上矿灯的时候》《矿山情深深》《一杯茶一杯酒》《矿灯与炉火》《矿工，你好》《铜川矿务局局歌》等近200篇诗歌、散文、歌词和短篇小说等作品。
除《唱支山歌给党听》外，姚筱舟还曾创作多收歌曲，其中《星星啊星星》曾获得1984年煤乡音乐会优秀奖，并被电视艺术片《乌金花》选为插曲；《一杯茶，一杯酒》曾被煤炭部电视片《矿工，祝你幸福》选为插曲，曾在上海市“乌金杯”通俗歌曲大赛上获三等奖。
姚筱舟在铜川矿务局编写矿史期间，曾创作了《霸王窑》和《矿工恨》两本铜川矿务局矿史。

## 相关
在石塘镇，有一座姚筱舟事迹陈列馆。铜川广播电视台曾自制讲述姚筱舟生平的广播剧《初心之路》。2024年1月，邢小俊、和谷著作的报告文学《唱支山歌给党听——词作者姚筱舟的初心故事》由陕西师范大学出版总社出版。

## 备注
1. ↑  一说1949年4月参加中国人民解放军[5]
2. ↑  一说1951年冬[1]
3. ↑  一说发生于1957年1月1日[7]
4. ↑  《总路线诗传单》是由陕西省民歌整理小组专门编印的一份不定期小报[9]
5. ↑  一说刊发名为《雷锋之歌》[9]
6. ↑  一说1964年12月，《唱支山歌给党听》词作者才正式署名为姚筱舟[8]。
7. ↑  一说1986年当选为铜川市文联副主席[1]，但有资料称铜川市文联成立于1990年[13]
8. ↑  也有资料称获山西“煤乡之春”优秀歌曲奖[15]